# カルメロ・セドルン
カルメロ・セドルン・オチャンダテギ（Carmelo Cedrún Ochandátegui、1930年12月6日 - ）は、スペイン・アモレビエタ＝エチャノ出身の元サッカー選手。現役時代のポジションはGK。

## 選手経歴
バスク州のアモレビエタ＝エチャノに生まれ、アマチュアクラブのSDアモレビエタでサッカーキャリアをスタートさせた。1950-51シーズンにアスレティック・ビルバオに移籍し、プロデビューを果たした。翌シーズンからレギュラーに定着すると、1995-56シーズンにはラ・リーガとコパ・デル・レイの2冠を達成した。1964年、カンテラからホセ・アンヘル・イリバルが昇格してくると、正Gkの座を奪われ、1963-64シーズン終了後にRCDエスパニョールへと移籍した。エスパニョールに在籍した　３シーズンの間は正守護神として活躍した。現役ラストシーズンは渡米し、ボルチモア・ボーイズというクラブでプレーして現役を引退した。

## 代表経歴
1954年3月14日、トルコ代表との親善試合でスペイン代表デビューを果たした。1964年には1962 FIFAワールドカップを戦うスペイン代表にも選出され、全3試合の内2試合に出場した。

## 指導者経歴
現役引退後は指導者に転身した。1969年にSCDドゥランゴというアマチュアクラブを率いたのが初めての監督としてのクラブである。プリメーラ・ディビシオンのクラブを率いたのは1シーズンのみであり、1976-77シーズンのセルタ・デ・ビーゴでの時だけである。それ以外は全てセグンダ・ディビシオン (2部相当)以下のクラブだった。

## 人物
息子のアンドニ・セドルンはレアル・サラゴサでリーグ戦通算300試合以上に出場した選手である。孫のマルケル・アレイティオもサッカー選手であり、2016年から3シーズンはSDエイバルに在籍していた。両者ともにカルメロと同じくゴールキーパーとしてプレーし、また、アスレティック・ビルバオのカンテラ出身である。

## タイトル

### クラブ
アスレティック・ビルバオ
- ラ・リーガ : 1回 (1955-56)
- コパ・デル・レイ : 3回 (1954-55, 1955-56, 1957-58)
- コパ・エバ・ドゥアルテ : 1回 (1950-51)